# علیرضا عباس‌پور
علیرضا عباس‌پور (زادهٔ ‍۲۷ شهریور ۱۳۸۳ در مرودشت) عضو تیم ملی وزنه‌برداری ایران است. وی در مسابقات قهرمانی جوانان آسیا ۲۰۲۴ قطر، در دسته ۸۹ کیلوگرم در مجموع حدنصاب ۳۵۵ کیلوگرم به مدال برنز دست پیدا کرد.

## افتخارات
- نایب‌قهرمانی و سومی جوانان آسیا در قطر: در دسته ۸۹ کیلوگرم[۵]
- قهرمانی نوجوان جهان ۲۰۲۱: عباس‌پور در رقابت‌های نوجوانان جهان عربستان، در دسته ۸۱ کیلوگرم با ثبت رکورد ۱۴۷ یک ضرب، ۱۸۱ کیلو گرم در ۲ضرب و در  مجموع  با  ۳۲۸ کیلوگرم صاحب سه مدال طلا شد.[۶][۷][۸][۹][۱۰]
- قهرمانی جوانان جهان ۲۰۲۴: علیرضا عباس‌پور ملی‌پوش تیم وزنه‌برداری جوانان ایران در پایان رقابت‌های دسته ۸۹ کیلوگرم مسابقات قهرمانی جوانان جهان در اسپانیا با ثبت رکورد مجموع ۳۵۱ کیلوگرم نایب قهرمان جهان شد. وی در یک‌ضرب در تنها تلاش موفق خود در حرکت دوم، وزنه ۱۵۶ کیلوگرم را مهار کرد و به مدال برنز رسید و در دوضرب با سه تلاش موفق وزنه‌های ۱۸۶، ۱۹۰ و ۱۹۵ کیلوگرم را بالای سر برد و ضمن کسب مدال نقره دو ضرب، مدال نقره مجموع را نیز از آن خود کرد.[۱۱][۱۲][۱۳][۱۴][۱۵][۱۶][۱۷]

## محرومیت
علیرضا عباس‌پور بعد از کسب سه طلا در رقابت‌های جهانی نوجوانان در عربستان، با نتیجه آزمایش مثبت مواجه شد. در متن ابلاغ حکم سازمان جهانی مبارزه با دوپینگ (ITA)، علت محرومیت عباس‌پور، مشاهده هپتامینول در نمونه اولیه اعلام شد که بلافاصله بعد از کسب مدال طلای وی در روز ۸ اکتبر ۲۰۲۱ گرفته شد.  بنابراین گزارش، به‌دلیل عدم مراقبت در نظارت و کنترل بر مصرف مکمل و عدم ارائه شواهد کافی مبنی بر این‌که چه نوع مکملی را مصرف کرده و چرا مکمل از داروخانه‌های معتبر تهیه نشده است، به دو سال محرومیت محکوم شد، اما از آن‌جا که به‌صورت داوطلبانه از تاریخ ۲۹ نوامبر ۲۰۲۱ از شرکت در مسابقات خودداری کرد، این محرومیت در تاریخ ۲۸ نوامبر ۲۰۲۳ (۷ آذر) خاتمه یافت. در متن حکم تصریح شده بود که ورزشکار استثنائاً می‌تواند دو ماه قبل از پایان محرومیت، تمرینات خود را در اماکن متعلق به فدراسیون یا زیر نظر آن آغاز کند.